# Indalsälven
Der Indalsälven ist ein Fluss in Schweden.
Seine Quellflüsse sind der Åreälven und  der Järpströmmen, die beide im Skandinavischen Gebirge nordwestlich des Ortes Åre entspringen. Der Indalsälven fließt nach Osten, wo er nach 420 Kilometern 15 km nördlich von Sundsvall in den Bottnischen Meerbusen mündet. Er durchquert dabei die Provinzen Jämtlands län und Västernorrlands län. Unter anderem fließt er durch den See Storsjön. An seinem Lauf befinden sich zahlreiche Wasserkraftwerke.